# План Юнга

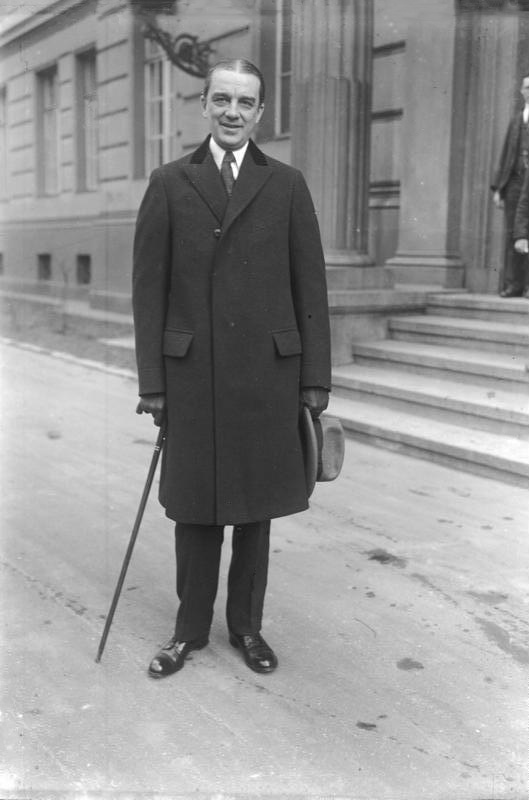
Овен Юнг

План Юнга (англ. Young Plan) — другий план репараційних виплат Німецької Держави після Першої світової війни, який замінив план Дауеса.
План передбачав деяке зниження розміру річних платежів (у середньому до 2 млрд марок), скасування репараційного податку на промисловість і скорочення обкладення транспорту, ліквідацію іноземних контрольних органів. Одним з найважливіших наслідків прийняття Плану Юнга було дострокове виведення окупаційних військ з Рейнської області. 
План був прийнятий на Гаазькій конференції з репарацій 1929—30, в якій брали участь Бельгія, Велика Британія, Німецька Держава, Грецька республіка, Королівство Італія, Польська республіка, Португалія, Румунське королівство, Французька республіка, Чехословацька республіка, Королівство Югославія і Японська імперія. США офіційно не брали участь у роботі конференції, однак, будучи ініціатором плану Юнга, чинили тиск на учасників конференції, домагаючись прийняття цього плану. План був розроблений групою фінансових експертів на чолі з американським фінансистом Овеном Юнгом і відображав інтереси приватних, передусім американських кредиторів Німецької Держави.
У ньому, на відміну від «плану Дауеса», виплата репарацій передбачалася аж до 1988 р.: у перші 37 років Німецька Держава мала б щорічно сплачувати по 1988 млн марок, а з 1966 р. протягом наступних 22 років по 660 млн марок плюс платежі, дорівнюють сумі щорічних погашень державами-одержувачами репарацій.
При такому розрахунку, замість встановленої раніше загальної суми репарацій в 132 млрд рейхсмарок вона скорочувалася до 113,9 млрд, і після сплати за перші 37 років твердої суми репарацій, вона могла бути скорочена або відстрочена у разі економічних труднощів Німеччини. Рішення Гаазької конференції, яка затвердила «план Юнга» були абсолютно нереальними.
На практиці план Юнга виконувався лише до липня 1931 (офіційно скасований в 1932). Однак його тяготи були використані націоналістичними політиками Німецької Держави для розпалювання в народі шовіністичних настроїв.

## Резюме
Головними тезами плану Юнга були:
1. зменшення загальної суми репарацій (до 114 млрд марок);
2. щорічна виплата Німецькою Державою 2 млрд марок протягом 37 років;
3. виплата репарацій повинна здійснюватися тільки за рахунок надходження в бюджет і прибутку залізниці;
4. скасування відрахувань з прибутку промисловості;
5. достроковий вивід окупаційних військ з Рейнської області.